# Алмендралехо
Алмендралехо (шп. Almendralejo) град је у Шпанији у аутономној заједници Екстремадура у покрајини Бадахоз. Према процени из 2017. у граду је живело 34 543 становника.

## Становништво
Према процени, у граду је 2017. живело 34 543 становника.
| 2017.  |
| ------ |
| 34.543 |